# شهدة (المغرب)
شهدة أو الشهدة هي قرية وجماعة قروية تقع في إقليم آسفي بجهة مراكش آسفي، المغرب، وبلغ عدد سكانها 10.370 نسمة حسب الإحصاء العام للسكان والسكنى لسنة 2014.